# 勃姆石
勃姆石（Boehmite或Böhmite）又称软水铝石，是一种含铝矿石，其主要成分是γ-AlO(OH)（羟基氧化铝的两种常见相之一），它和主要成分为α-AlO(OH) 的硬水铝石均是铝土矿的主要组成成分。

## 发现
1925年波希米亚-德国化学家约翰·勃姆（1895-1952）对氢氧化铝和两种水合氧化铝进行X射线衍射研究。发现了γ-AlO(OH)，认为他是铝土矿的主要组成部分。1927年德拉帕兰特对普罗旺斯地区的莱博的铝土矿进行分析，证实了这一点，并将γ-AlO(OH)形成的矿石命名为勃姆石。

## 物理与光学性质
勃姆石属于正交晶系中的双锥点群。本身为白色晶体，由于其中含有的杂质，使得常有黄色、绿色、棕色或红色斑点，带有玻璃或珍珠光泽，摩氏硬度为3到3.5，比重为3到3.07。勃姆石为正双轴晶体，折射率为nα = 1.644 - 1.648, nβ = 1.654 - 1.657 and nγ = 1.661 - 1.668.